# Fishbourne (Isle of Wight)
Fishbourne is een dorp (village) en civil parish in de unitary authority Wight, in het gelijknamige Engelse graafschap. Het kleine dorp ligt in het noordoosten van het eiland Wight, tussen Ryde en Wootton Bridge.

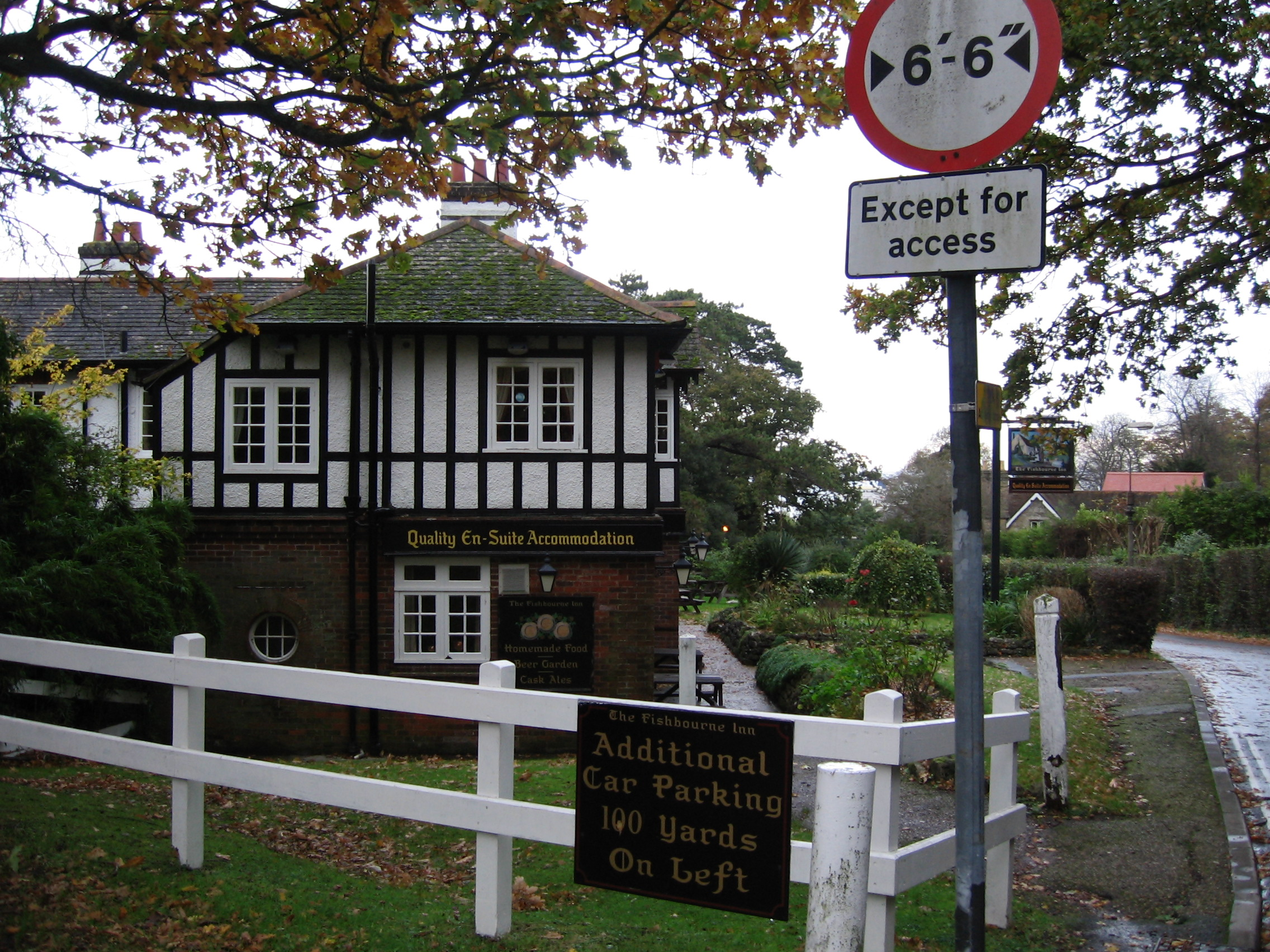
Fishbourne Inn

Arreton · Bembridge · Brading · Brighstone · Calbourne · Chale · Cowes · East Cowes · Fishbourne · Freshwater · Gatcombe · Godshill · Gurnard · Havenstreet and Ashey · Lake · Nettlestone and Seaview · Newchurch · Newport · Niton and Whitwell · Northwood · Rookley · Ryde · Sandown · Shalfleet · Shanklin · Shorwell · St Helens · Totland · Ventnor · Whippingham · Wootton Bridge · Wroxall · Yarmouth